# Gunnar Bahr
Gunnar Bahr (* 21. Oktober 1974 in Berlin) ist ein ehemaliger deutscher Regattasegler, der 2000 eine olympische Silbermedaille gewann.
Der für den Yacht-Club Berlin-Grünau antretende Gunnar Bahr bildete zusammen mit Ingo Borkowski ab 1997 die Crew von Jochen Schümann in der Bootsklasse Soling. Schümann gewann mit seiner neuen Crew auf Anhieb den Titel bei den Europameisterschaften 1997 sowohl im Soling als auch im Soling-Match Race. 1998 gewannen Schümann, Bahr und Borkowski die Weltmeisterschaft und die Europameisterschaft im Match Race, bei der Europameisterschaft 1998 im Soling belegten die drei Berliner den dritten Platz hinter den Booten aus der Ukraine und aus Russland. 1999 gewannen sie wie im Vorjahr die Bronzemedaille bei der Europameisterschafts-Regatta, diesmal hinter den Booten aus den Niederlanden und aus der Ukraine. Bei der Regatta-Weltmeisterschaft erhielten die Berliner die Silbermedaille hinter dem dänischen Boot mit Sig Westergaard, Jens Bojsen-Möller und Bjørn Westergaard.
In der Olympiasaison 2000 segelten Schümann, Bahr und Borkowski sowohl bei der Regatta-Weltmeisterschaft als auch bei der Regatta-Europameisterschaft auf den fünften Platz. Bei der olympischen Regatta qualifizierten sich die Berliner in den Ragatten für die Match-Race-Phase und gewannen im Halbfinale gegen das niederländische Team. Im Finale unterlagen sie der dänischen Crew mit Jesper Bank, Henrik Blakskjær und Thomas Jacobsen und gewannen die Silbermedaille. Dafür wurden er und seine Crew am 2. Februar 2001 von Bundespräsident Johannes Rau mit dem Silbernen Lorbeerblatt ausgezeichnet.
Gunnar Bahr ist international weiterhin im Regattasport tätig, so gewann er 2014 mit der Yacht des Monegassen Pierre Casiraghi beim Gold Cup vor Miami in der Bootsklasse Melges 32.